# Marisol Revelo Paredes

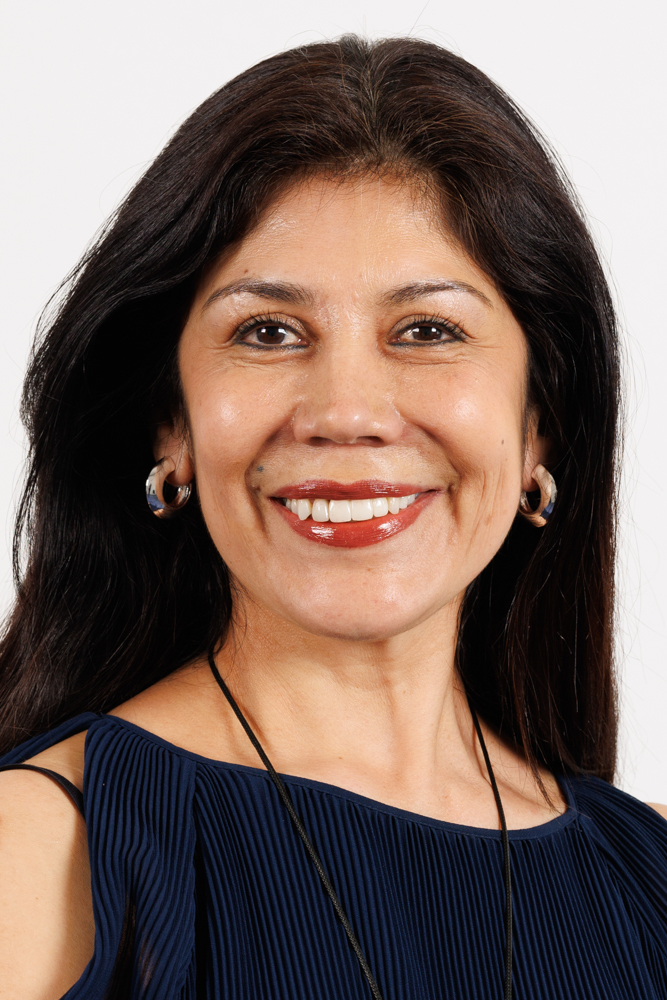
Marisol Revelo Paredes

Marisol Revelo Paredes (Quito (Ecuador), 28 januari 1973) is een Belgisch politica voor de marxistische PVDA.

## Biografie
Revelo Paredes is afkomstig uit het Latijns-Amerikaanse Ecuador. Ze is van opleiding maatschappelijk assistent en bepaalde een diploma als kinderverzorgster, waarna ze aan de slag ging als kinderverzorgster in een kinderopvang. Daarnaast werd ze vakbondsafgevaardigde voor de socialistische vakbond FGTB.
Voor de PVDA-PTB werd Revelo bij de Brusselse gewestverkiezingen van 9 juni 2024 verkozen in het Brussels Hoofdstedelijk Parlement. Tevens werd ze afgevaardigd naar het Parlement van de Franse Gemeenschap.